# (38121) 1999 JO42
1999 JO42 (asteroide 38121) é um asteroide da cintura principal. Possui uma excentricidade de 0.22282390 e uma inclinação de 4.18884º.
Este asteroide foi descoberto no dia 10 de maio de 1999 por LINEAR em Socorro.